# Hossein Behdouj
Hossein Behdouj (21 settembre 1974) è un maratoneta iraniano, ex primatista nazionale della specialità con il tempo di 2h28'23", stabilito il 22 agosto 2002 a Mashhad in Iran.

## Competizioni internazionali
2002
- Oro alla Maratona di Mashad ( Mashhad) - 2h28'23"